# Brett Goldstein
Brett Goldstein (London, 1980. július 17. –) kétszeres Primetime Emmy-díjas brit színész, humorista és forgatókönyvíró.
Legismertebb alakítása Roy Kent a Ted Lasso című sorozatban. A Thor: Szerelem és mennydörgés című filmben is szerepelt.

## Fiatalkora
London külvárosában született brit zsidó családban. A Sevenoaks Schoolban, Nagy-Britannia egyik legrégebbi független iskolájában tanult. A középiskola után a Warwicki Egyetemre járt, ahol filmtudományi diplomát szerzett.
Nem sokkal később rövid időre a spanyolországi Marbellába költözött, hogy egy sztriptízbárban dolgozzon, amelyet apja vásárolt egy "kapuzárási pánik" során. Ezután New Yorkba költözött, hogy színészetet tanuljon az American Academy of Dramatic Arts-on.

## Pályafutása
2009-ben a Slave című filmben szerepelt. Még ebben az évben szerepelt a The Bill című sorozatban. 2012 és 2014 között a Derek című sorozatban szerepelt. 2015 és 2016 között a Hoff the Record című sorozatban szerepelt. 2015-ben a SuperBob című filmben szerepelt. 2018-ban a Ki vagy, doki? című sorozatban szerepelt. 2020 és 2023 között a Ted Lasso című sorozatban szerepelt. 2022-ben a Thor: Szerelem és mennydörgés című filmben szerepelt.

## Filmográfia

### Filmek
| Év   | Magyar cím                    | Eredeti cím             | Szerep                   | Magyar hang     |
| ---- | ----------------------------- | ----------------------- | ------------------------ | --------------- |
| 2005 |                               | The Rope                | férfi                    |                 |
| 2005 |                               | Wish You Were Here      | Robert Dunsmore fiatalon |                 |
| 2009 |                               | Slave                   | Robert Dunsmore fiatalon |                 |
| 2009 |                               | SuperBob                | Bob                      |                 |
| 2012 |                               | The Comedian            | Comedy MC                |                 |
| 2012 | Házasokk                      | The Knot                | Albert                   | Pál András      |
| 2013 |                               | Everyone's Going to Die | Richard (hang)           |                 |
| 2013 |                               | Tattooed                | Dave                     |                 |
| 2013 |                               | For Life                | Simon                    |                 |
| 2014 | Huligán háború                | The Hooligan Factory    | Mr. Burrow               | Kisfalusi Lehel |
| 2015 |                               | Baby                    | Mr. Harrowgate           |                 |
| 2015 |                               | Howl                    | David                    |                 |
| 2015 | SuperBob                      | SuperBob                | Bob                      | Dévai Balázs    |
| 2016 |                               | Adult Life Skills       | Brendan                  |                 |
| 2016 |                               | Bullet to the Heart     | Steve                    |                 |
| 2018 |                               | Spectre of Shame        | James Bond               |                 |
| 2018 |                               | F*ck                    | Adam                     |                 |
| 2018 |                               | Wild Honey Pie!         | Matt                     |                 |
| 2022 | Thor: Szerelem és mennydörgés | Thor: Love and Thunder  | Herkules                 |                 |

### Televíziós szerepek
| Év        | Magyar cím     | Eredeti cím                     | Szerep                            | Megjegyzések                   |
| --------- | -------------- | ------------------------------- | --------------------------------- | ------------------------------ |
| 2009      |                | The Bill                        | Jared Miles                       | 2 epizód                       |
| 2011      |                | White Van Man                   | –                                 | 1 epizód (író)                 |
| 2012–2014 |                | Derek                           | Tom                               | 11 epizód                      |
| 2002      |                | Ronna & Beverly                 | –                                 | 6 epizód (író)                 |
| 2002      |                | 4Funnies                        | –                                 | 1 epizód (író)                 |
| 2013–2016 |                | Drifters                        | Scott                             | 7 epizód író                   |
| 2013      |                | Common Ground                   | Lawrence                          | 1 epizód                       |
| 2013      |                | Love Matters                    | Jason                             | 1 epizód                       |
| 2013      |                | Claudia O'Doherty: Comedy Blaps | Simon                             | 1 epizód                       |
| 2013      |                | Live at the Electric            | Informatikus                      | 1 epizód                       |
| 2014–2017 |                | Uncle                           | Casper                            | 9 epizód                       |
| 2014      | Kakukk         | Cuckoo                          | Rendőr                            | 1 epizód                       |
| 2014      |                | Playhouse Presents              | Fotóriporter                      | 1 epizód                       |
| 2014–2015 |                | Catherine Tate's Nan            | Jonathan                          | 1 epizód író                   |
| 2015–2016 |                | Hoff the Record                 | Danny Jones                       | főszereplő író                 |
| 2015      |                | Undercover                      | Christophe                        | 4 epizód                       |
| 2016–2017 |                | Drunk History                   | Robert Dudley / James A. Garfield | 2 epizód                       |
| 2017      |                | The Pact                        | Andy                              | tévéfilm                       |
| 2018      | Ki vagy, doki? | Doctor Who                      | Astos                             | 1 epizód                       |
| 2019      |                | This Way Up                     | –                                 | 6 epizód (író)                 |
| 2020–2023 | Ted Lasso      | Ted Lasso                       | Roy Kent                          | főszereplő író vezető producer |
| 2020      |                | Soulmates                       | –                                 | alkotó író vezető producer     |
| 2021      | Robotcsirke    | Robot Chicken                   | Tony Stark (hang)                 | 1 epizód                       |
| 2023–     | Direkt terápia | Shrinking                       | –                                 | alkotó író vezető producer     |
| 2023      | Harley Quinn   | Harley Quinn                    | önmaga (hang)                     | 1 epizód                       |